# Tupinambis
Genre
Tupinambis est un genre de sauriens de la famille des Teiidae. Les espèces de ce genre sont aussi appelés Tégus.

## Répartition
Les espèces de ce genre se rencontrent en Amérique du Sud.

## Description
Ils sont principalement ou complètement carnivores. La majorité des espèces sont de grande taille, dépassant les 80 cm.

## Liste des espèces
Selon The Reptile Database (12 juin 2017) :
- Tupinambis cryptus Murphy, Jowers, Lehtinen, Charles, Colli, Peres Jr., Hendry & Pyron, 2016
- Tupinambis cuzcoensis Murphy, Jowers, Lehtinen, Charles, Colli, Peres Jr., Hendry & Pyron, 2016
- Tupinambis longilineus Avila-Pires, 1995
- Tupinambis palustris Manzani & Abe, 2002
- Tupinambis quadrilineatus Manzani & Abe, 1997
- Tupinambis teguixin (Linnaeus, 1758) — Tégu commun
- Tupinambis zuliensis Murphy, Jowers, Lehtinen, Charles, Colli, Peres Jr., Hendry & Pyron, 2016

## Publication originale
- Daudin, 1802 : Histoire Naturelle, Générale et Particulière des Reptiles; ouvrage faisant suit à l'Histoire naturelle générale et particulière, composée par Leclerc de Buffon; et rédigée par C.S. Sonnini, membre de plusieurs sociétés savantes, vol. 3, F. Dufart, Paris, p. 1-452 (texte intégral).